# Plagiolepis karawajewi
Plagiolepis karawajewi är en myrart som beskrevs av Alexander G. Radchenko 1989. Plagiolepis karawajewi ingår i släktet Plagiolepis och familjen myror. Inga underarter finns listade i Catalogue of Life.